# Rafał Grzyb
Rafał Grzyb (ur. 16 stycznia 1983 w Jędrzejowie) – polski piłkarz grający na pozycji pomocnika, trener. Nosi przydomek Grzybek.

## Kariera piłkarska
Grzyb urodził się w Jędrzejowie. Swoją karierę piłkarską rozpoczął w roku 2001 w pobliskiej Wiernej Małogoszcz. W rundzie jesiennej sezonu 2006/07 grał w Górniku Łęczna w rozgrywkach Pucharu Ekstraklasy. W trakcie zimowego okienka transferowego chciała go kupić Korona Kielce, Górnik Łęczna, KSZO Ostrowiec Świętokrzyski, Stal Stalowa Wola oraz Polonia Bytom, jednak zawodnik wybrał tę ostatnią ofertę.
W grudniu 2006 roku został wypożyczony do ekipy z Bytomia na rok z opcją wykupienia. W lidze pierwszy występ zaliczył 10 marca, kiedy to zagrał w spotkaniu z ŁKS Łomża. Pierwszą bramkę dla swojego nowego zespołu zdobył 9 czerwca w wygranym 4:0 meczu z Miedzią Legnica. Debiutancki sezon zakończył z 16 ligowymi występami, jedną bramką oraz jednym występem w Pucharze Ekstraklasy. Awansował także wraz ze swoim zespołem do najwyższej klasy rozgrywkowej.
28 lipca 2007 roku zaliczył swój pierwszy występ w Ekstraklasie, kiedy to zagrał w spotkaniu z Jagiellonią Białystok. 30 grudnia został wykupiony przez Polonię. W zimowym okienku transferowym zainteresowanie nim wyraził ŁKS Łódź, Lech Poznań oraz Ruch Chorzów. Grzyb pozostał jednak w Polonii. W całym sezonie 2007/08 zaliczył 29 występów w lidze. Jego klub utrzymał się w pierwszej lidze, zajmując w niej 13. miejsce. W tym sezonie trafił także w sferę zainteresowań trenera reprezentacji Polski Leo Beenhakkera.
W czasie letniego okienka transferowego był na testach w Karpatach Lwów, jednak nie doszło do transferu. W listopadzie 2008 roku zdobył gola strzałem z 35 metrów w 77. minucie meczu Ekstraklasy z Legią Warszawa, co przesądziło o zwycięstwie bytomian w tym spotkaniu. Sam przyznał, że to była jedna z jego najlepszych bramek w karierze:

Jeden z najładniejszych, ale na pewno najważniejszy, bo zapewnił nam zwycięstwo w tak prestiżowym meczu.

Po bramce tej zainteresowanie nim wyraził RSC Anderlecht oraz Arminia Bielefeld. W zimowym okienku transferowym Grzyb jednak nie zmienił klubu i na rundę wiosenną pozostał w Bytomiu. W styczniu 2009 roku zawodnik zajął czwarte miejsce w plebiscycie na najpopularniejszego sportowca w powiecie jędrzejowskim. 9 kwietnia zdobył bramkę w zremisowanym 1:1 spotkaniu z Odrą Wodzisław, zaś cały sezon zakończył z 25 występami w lidze, jednym w Pucharze Polski i sześcioma w Pucharze Ekstraklasy. Jego zespół w rozgrywkach Ekstraklasy zajął siódmą lokatę.

### Afera korupcyjna
14 sierpnia 2009 roku po meczu ze Śląskiem Wrocław, rozgrywanym w ramach rozgrywek Ekstraklasy, Grzyb został zatrzymany przez funkcjonariuszy CBA w związku z aferą korupcyjną. Prokurator postawił mu zarzut przyjęcia łapówki za mecz z 11 czerwca 2005 roku pomiędzy Motorem Lublin i Wierną Małogoszcz. Piłkarz był wówczas zawodnikiem Wiernej.

### W Jagiellonii
1 stycznia 2010 roku Grzyb podpisał 2,5-letni kontrakt z Jagiellonią Białystok, który początkowo miał obowiązywać od 1 lipca. Decyzja o zmianie przynależności klubowej nie spodobała się działaczom Polonii, przez co zawiesili go oni w prawach zawodnika. W ostatnim dniu zimowego okienka transferowego włodarze Jagiellonii i Polonii doszli jednak do porozumienia odnośnie do warunków przejścia Grzyba do Białegostoku. Po przejściu do klubu ze stolicy Podlasia zdobył wraz z Jagiellonią Puchar Polski jak i Super Puchar Polski. w sezonie 2010/11 zajął ze swoim klubem miejsce tuż za podium ligowej tabeli, co umożliwiło im ponowną grę w kwalifikacjach europejskich pucharów. W 2012 roku przedłużył swój kontrakt o kolejne dwa lata. Po odejściu z klubu Tomasza Frankowskiego został pierwszym kapitanem drużyny.

## Kariera trenerska
W styczniu 2019 Grzyb został włączony do sztabu trenerskiego Jagiellonii, w którym pełnił rolę asystenta Ireneusza Mamrota. 8 grudnia 2019, po zwolnieniu Mamrota z posady trenera Grzyb został tymczasowym opiekunem białostoczan. Od końca grudnia 2019 ponownie pracuje jako asystent głównego szkoleniowca, najpierw Iwajły Petewa, a następnie Bogdana Zająca. W lutym i marcu 2021 był oddelegowany do prowadzenia zespołu w meczach ligowych w zastępstwie chorego Zająca. Niedługo po powrocie tego ostatniego do pracy został on zwolniony, a Grzyb został tymczasowym trenerem.

## Działalność polityczna
W wyborach samorządowych w 2018 roku wystartował na radnego miasta Białystok z komitetu Koalicji Obywatelskiej. W głosowaniu otrzymał 755 głosów. Według wyliczeń Państwowej Komisji Wyborczej było to za mało, by uzyskać mandat. Jednak dzięki rezygnacji z mandatu radnego Tadeusza Truskolaskiego Grzyb zajął jego miejsce w nowo powołanej radzie miejskiej.

## Życie prywatne
Rafał Grzyb w czerwcu 2008 roku poślubił Ewelinę. Ma także młodszego brata, Dominika, również piłkarza.
Grzyb jest absolwentem Politechniki Świętokrzyskiej.

## Statystyki
(aktualne na dzień 11 lutego 2019)
| Klub                  | Sezon        | Liga        | Liga  | Liga   | Puchar kraju | Puchar kraju | Inne  | Inne   | Europa | Europa | Suma  | Suma   |
| Klub                  | Sezon        | Liga        | Mecze | Bramki | Mecze        | Bramki       | Mecze | Bramki | Mecze  | Bramki | Mecze | Bramki |
| --------------------- | ------------ | ----------- | ----- | ------ | ------------ | ------------ | ----- | ------ | ------ | ------ | ----- | ------ |
| Górnik Łęczna         | 2006/07      | I liga      | 0     | 0      | 0            | 0            | 1     | 0      | –      | –      | 1     | 0      |
| Polonia Bytom         | 2006/07 (w.) | II liga     | 16    | 1      | 0            | 0            | 0     | 0      | –      | –      | 16    | 1      |
| Polonia Bytom         | 2007/08      | I liga      | 29    | 0      | 0            | 0            | 1     | 0      | –      | –      | 30    | 0      |
| Polonia Bytom         | 2008/09      | Ekstraklasa | 25    | 2      | 1            | 0            | 6     | 0      | –      | –      | 32    | 2      |
| Polonia Bytom         | 2009/10 (j.) | Ekstraklasa | 17    | 1      | 0            | 0            | –     | –      | –      | –      | 17    | 1      |
| Jagiellonia Białystok | 2009/10 (w.) | Ekstraklasa | 12    | 0      | 5            | 1            | –     | –      | –      | –      | 17    | 1      |
| Jagiellonia Białystok | 2010/11      | Ekstraklasa | 26    | 0      | 4            | 0            | 1     | 0      | 2      | 1      | 33    | 1      |
| Jagiellonia Białystok | 2011/12      | Ekstraklasa | 24    | 1      | 0            | 0            | –     | –      | 2      | 0      | 26    | 1      |
| Jagiellonia Białystok | 2012/13      | Ekstraklasa | 30    | 0      | 3            | 0            | –     | –      | –      | –      | 33    | 0      |
| Jagiellonia Białystok | 2013/14      | Ekstraklasa | 25    | 3      | 3            | 0            | –     | –      | –      | –      | 28    | 3      |
| Jagiellonia Białystok | 2014/15      | Ekstraklasa | 36    | 0      | 2            | 0            | –     | –      | –      | –      | 38    | 0      |
| Jagiellonia Białystok | 2015/16      | Ekstraklasa | 33    | 1      | 1            | 0            | –     | –      | 3      | 0      | 37    | 1      |
| Jagiellonia Białystok | 2016/17      | Ekstraklasa | 32    | 1      | 1            | 0            | –     | –      | –      | –      | 33    | 1      |
| Jagiellonia Białystok | 2017/18      | Ekstraklasa | 20    | 0      | 0            | 0            | –     | –      | 1      | 0      | 21    | 0      |
| Jagiellonia Białystok | 2018/19      | Ekstraklasa | 4     | 0      | 1            | 0            | –     | –      | 2      | 0      | 7     | 0      |
| Suma                  | Suma         | Suma        | 329   | 10     | 21           | 1            | 9     | 0      | 10     | 1      | 369   | 12     |

## Sukcesy
Jagiellonia Białystok
- Puchar Polski (1): 2009/10
- Superpuchar Ekstraklasy S.A. (1): 2010[29]
- Wicemistrzostwo Polski (2): 2016/17, 2017/18